# Taruntius
Taruntius és un cràter d'impacte de la Lluna situat a l'extrem nord-oest de la Mare Fecunditatis. Al nord-oest es troba el cràter inundat de lava Lawrence; al nord es troben els cràters Watts i Da Vinci; i al sud-oest se situa el cràter Secchi.

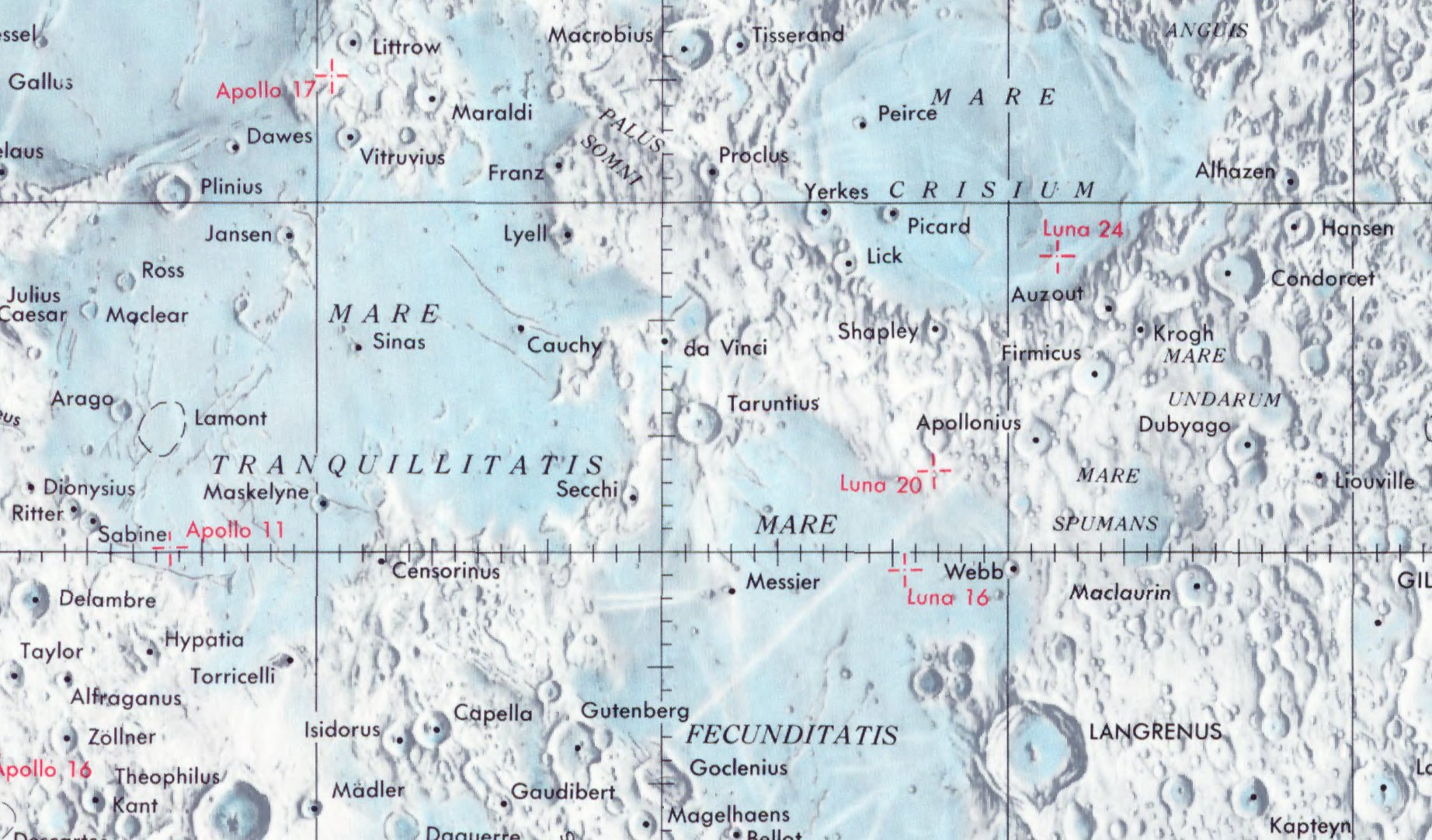
Localització de Taruntius (centre de la imatge)
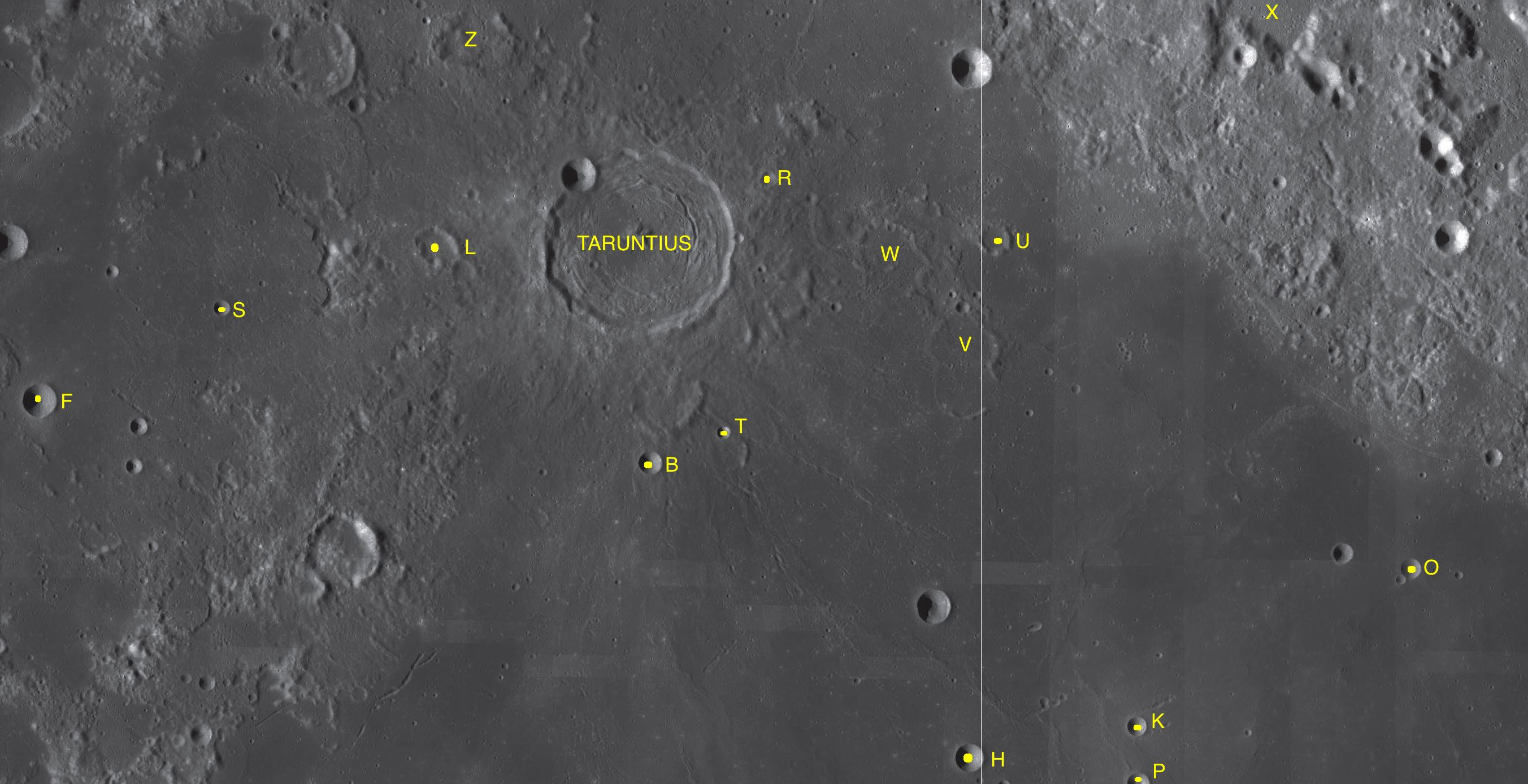
Cràters satèl·lit
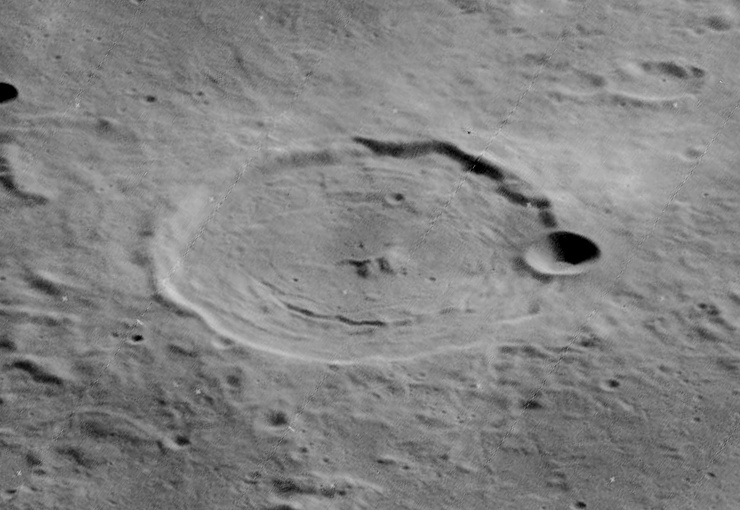
Fotografia de la missió Lunar Orbiter 4 (1967)

Des d'aquest cràter la Terra apareix en el cel lunar mica més de 5 graus cap a l'oest, amb una elevació de 44 graus sobre l'horitzó. El Sol es lleva just després que la llum reflectida per la Terra arriba al quart creixent, i es posa just després que la Terra arriba al 75% de la seva brillantor total.

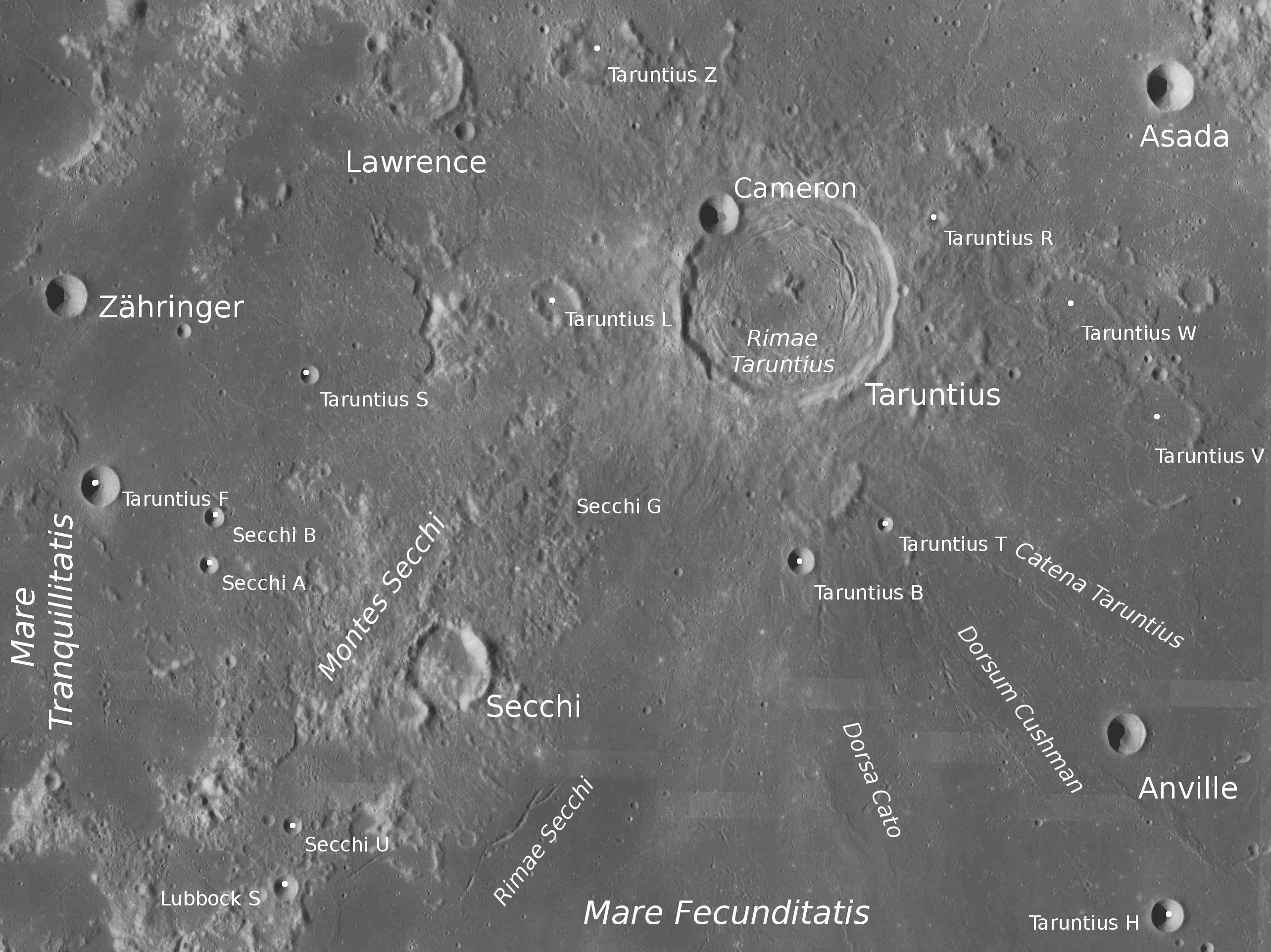
Rodalies de Taruntius (LRO)
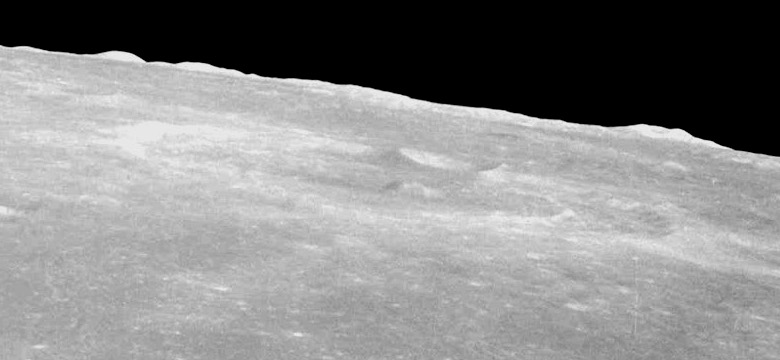
Fotografia de la missió Apollo 8
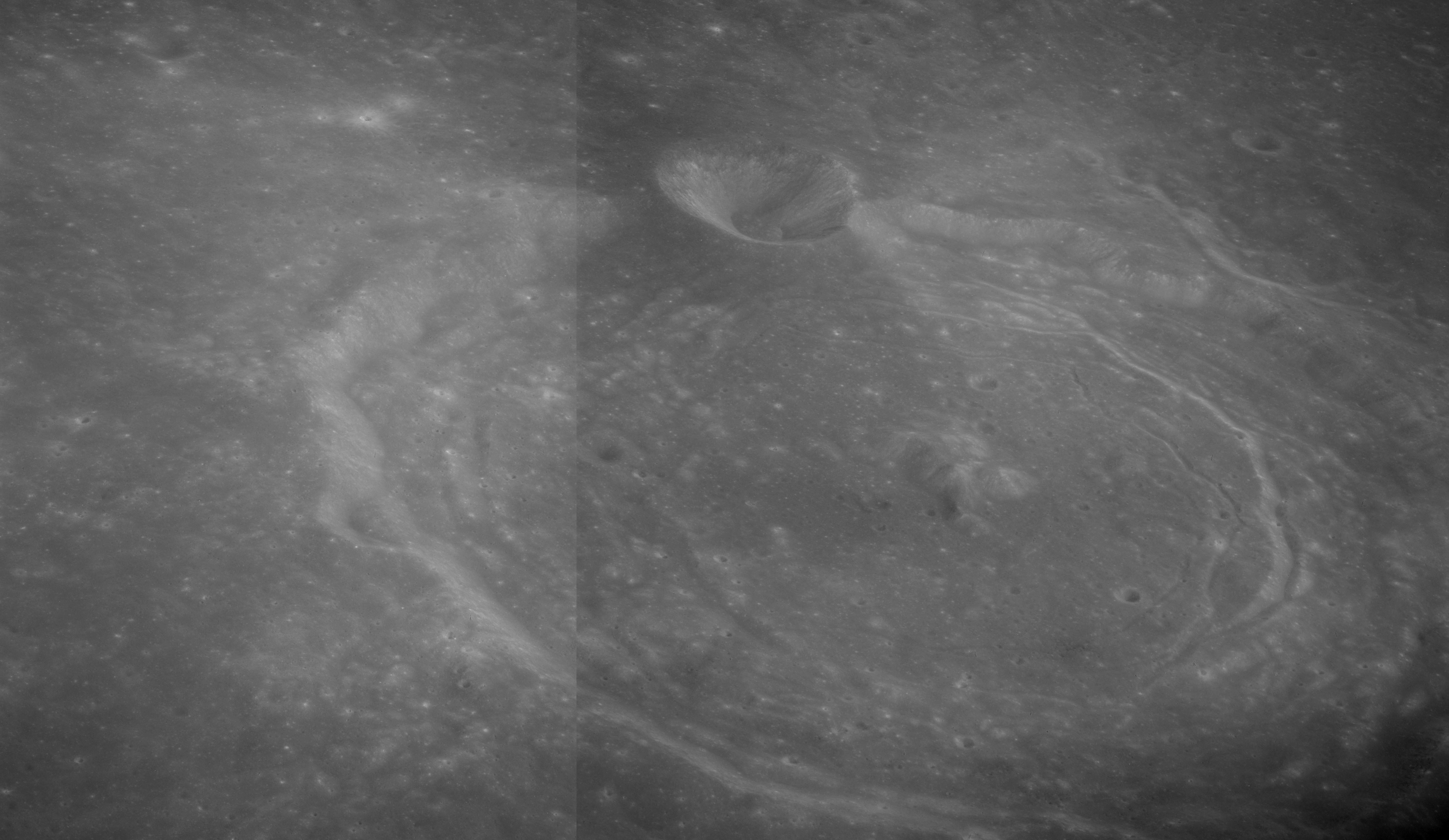
Fotografia de la missió Apollo 10

La superfície sobre la qual s'assenta Taruntius presenta un nombre inusual de cràters palimpsests i de restes inundats de lava, especialment al sud-oest, a la Mare Fecunditatis.

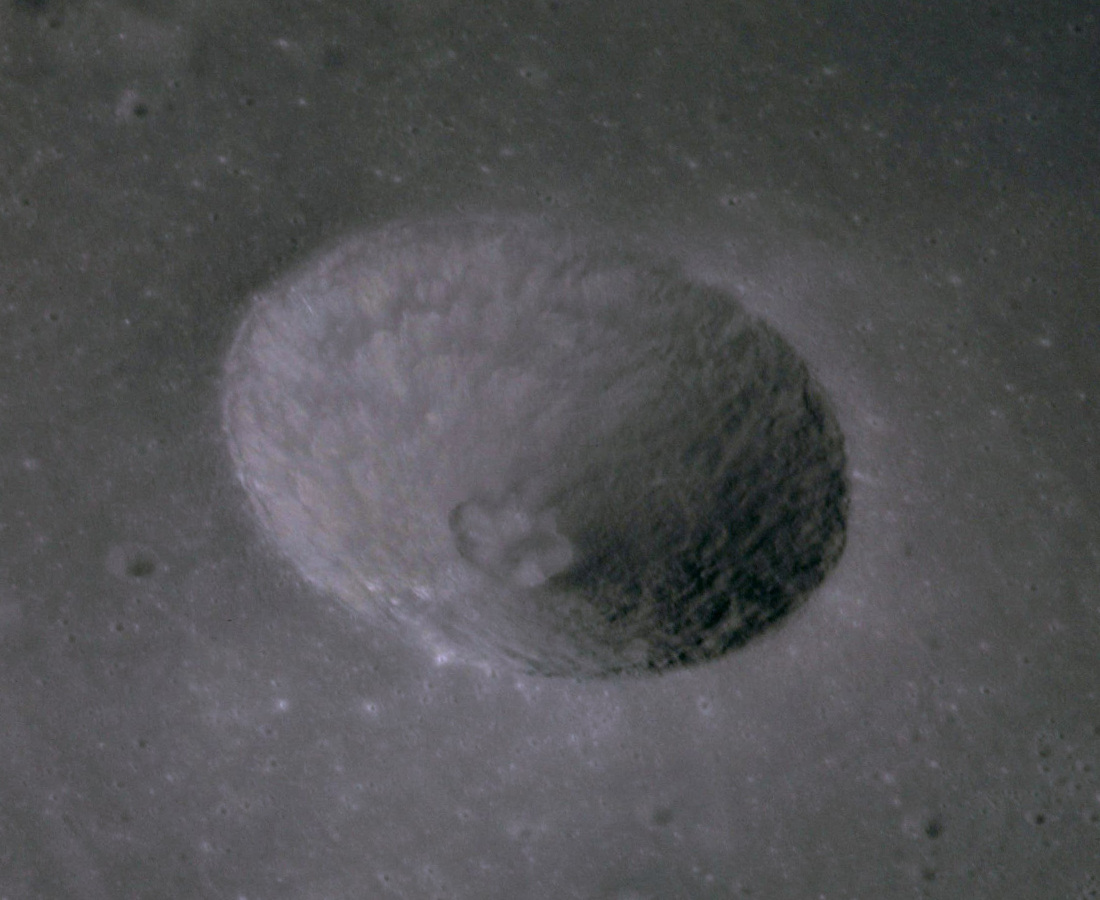
Taruntius F des de l'Apollo 10
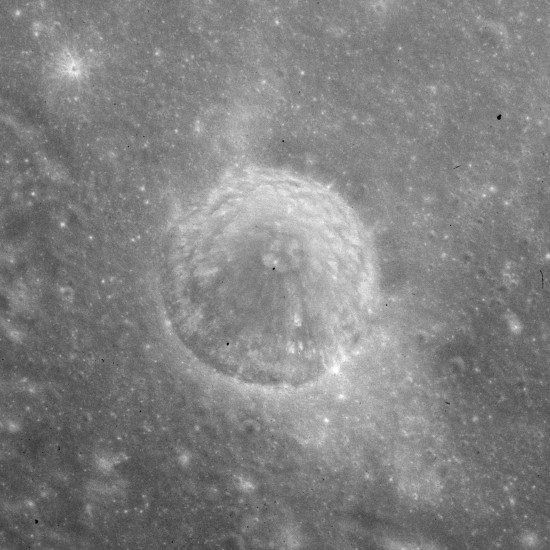
Taruntius F des de l'Apollo 15
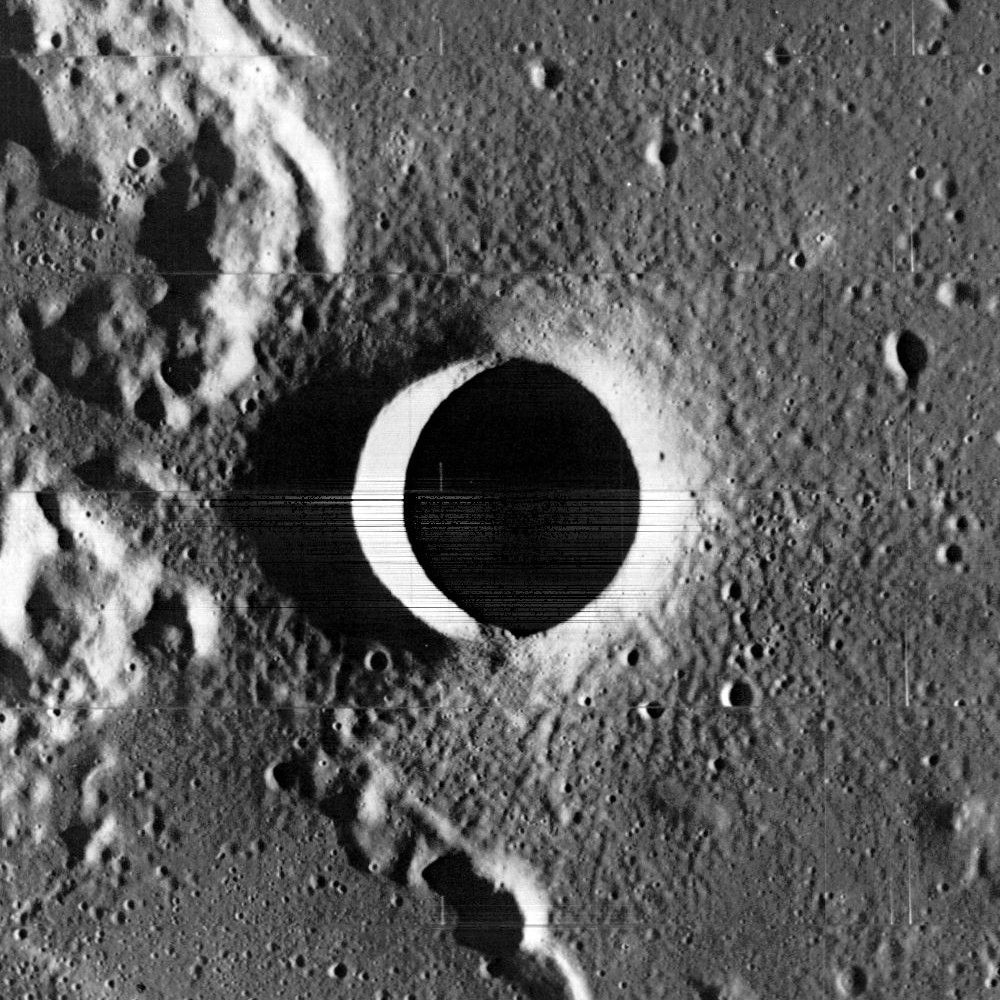
Taruntius F desde el Lunar Orbiter 1

La vora exterior de Taruntius és superficial, però forma un conjunt complex de rampes esquerdades sobre la mar lunar propera, especialment al nord i al sud-oest. La vora apareix interrompuda al nord-oest pel petit cràter Cameron. La cara interior de la vora manca d'aterrassaments, però presenta un inusual vorell concèntric, molt desgastat i irregular. Aquest és un cràter de sòl fracturat, possiblement creat per un aixecament de material de la mare lunar per sota de l'interior. Posseeix un complex de pic central relativament baix en el centre de la plataforma interior, relativament plana. També mostra algunes primes esquerdes concèntriques pel que fa al perímetre.

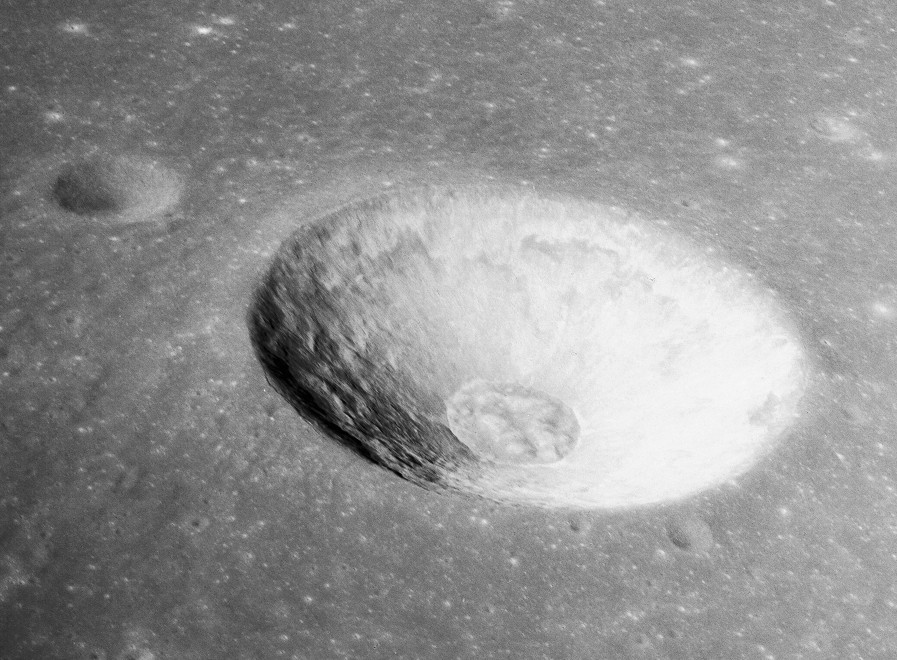
Taruntius H des de l'Apollo 10
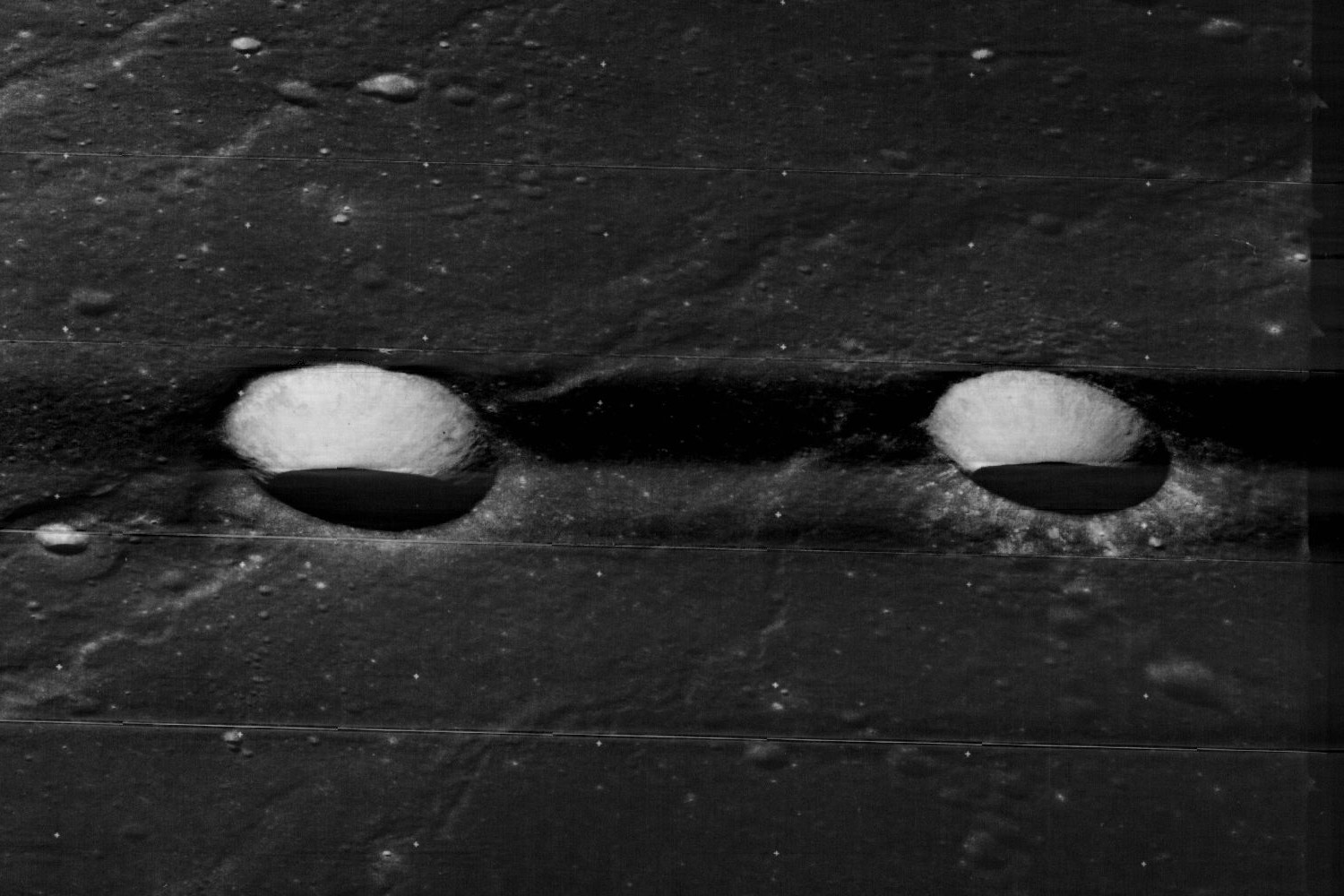
Taruntius K (dreta) i Taruntius P (esquerra) des del Lunar Orbiter 5
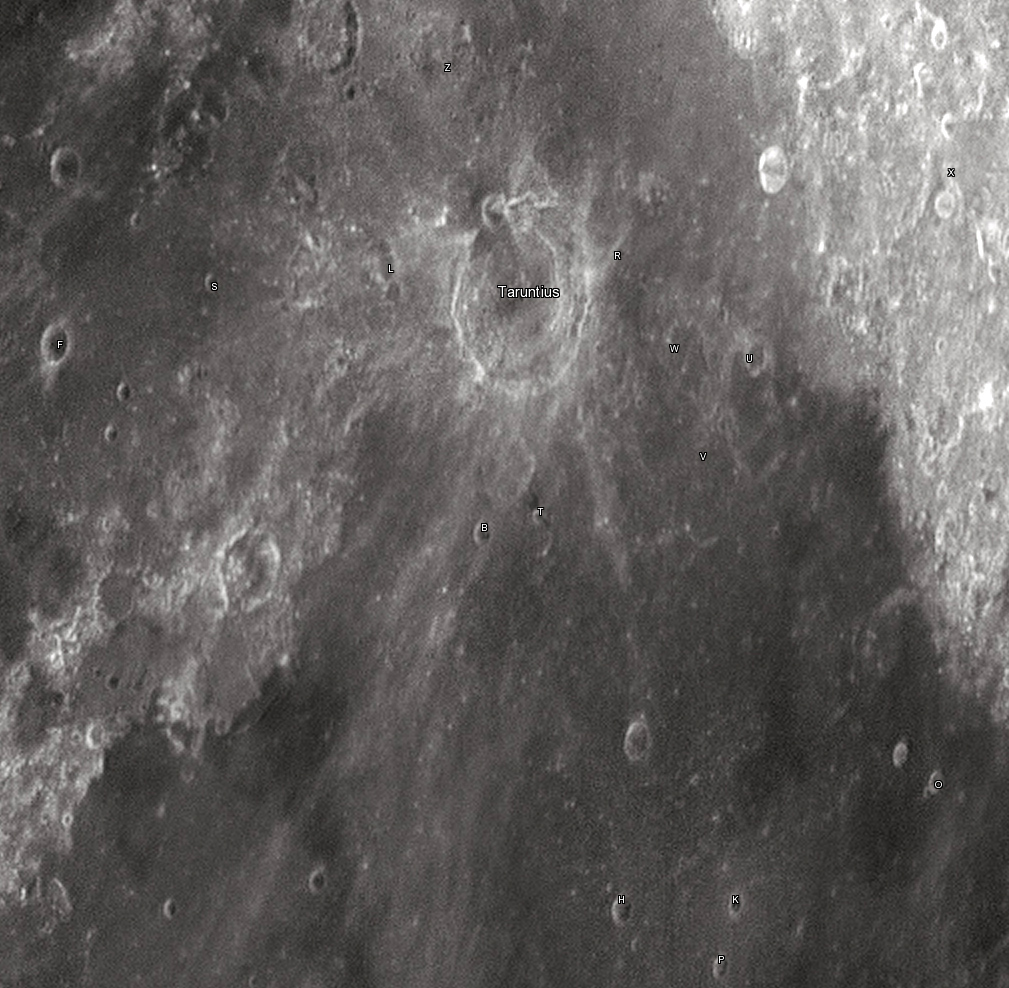
Taruntius vist des de la Terra (Universitat de Hertfordshire), 2012

El cràter té un parell de taques fosques febles. Una d'aquestes zones es localitza just a sud del pic central i l'altra jeu al costat de la vora nord, prop de Cameron. Aquestes taques van ser creades probablement per dipòsits de cendres procedents de petits respiradors volcànics. Taruntius té un sistema de marques radials amb un radi de més de 300 quilòmetres. A causa d'aquests raigs, es classifica com a part del Període Copernicà.

## Cràters satèl·lit
Per convenció aquests elements són identificats en els mapes lunars posant la lletra en el costat del punt central del cràter que està més proper a Taruntius.
| Taruntius | Coordenades                        | Diàmetre             |
| --------- | ---------------------------------- | -------------------- |
| A         | Reanomenat Asada                   | Reanomenat Asada     |
| B         | 3° 18′ N, 46° 36′ E / 3.3°N,46.6°E | 7 km                 |
| C         | Reanomenat Cameron                 | Reanomenat Cameron   |
| D         | Reanomenat Watts                   | Reanomenat Watts     |
| E         | Reanomenat Zähringer               | Reanomenat Zähringer |
| F         | 4° 00′ N, 40° 30′ E / 4.0°N,40.5°E | 11 km                |
| G         | Reanomenat Anville                 | Reanomenat Anville   |
| H         | 0° 18′ N, 49° 54′ E / 0.3°N,49.9°E | 8 km                 |
| K         | 0° 36′ N, 51° 36′ E / 0.6°N,51.6°E | 5 km                 |
| L         | 5° 30′ N, 44° 24′ E / 5.5°N,44.4°E | 14 km                |
| M         | Reanomenat Lawrence                | Reanomenat Lawrence  |
| N         | Reanomenat Smithson                | Reanomenat Smithson  |
| O         | 2° 12′ N, 54° 18′ E / 2.2°N,54.3°E | 7 km                 |
| P         | 0° 06′ N, 51° 36′ E / 0.1°N,51.6°E | 7 km                 |
| R         | 6° 06′ N, 47° 54′ E / 6.1°N,47.9°E | 5 km                 |
| S         | 4° 54′ N, 42° 24′ E / 4.9°N,42.4°E | 5 km                 |
| T         | 3° 24′ N, 47° 30′ E / 3.4°N,47.5°E | 10 km                |
| U         | 5° 36′ N, 50° 06′ E / 5.6°N,50.1°E | 12 km                |
| V         | 4° 30′ N, 49° 48′ E / 4.5°N,49.8°E | 21 km                |
| W         | 5° 30′ N, 48° 54′ E / 5.5°N,48.9°E | 15 km                |
| X         | 7° 42′ N, 53° 00′ E / 7.7°N,53.0°E | 23 km                |
| Z         | 7° 36′ N, 44° 54′ E / 7.6°N,44.9°E | 17 km                |